# Michel Anthonioz
Pour les articles homonymes, voir Anthonioz.
Michel Anthonioz, né le 8 avril 1947 à Paris (17e) et mort le 29 mai 2009  à Paris (13e), est un homme de lettres et de télévision français. Marqué par l'histoire de la résistance française à laquelle la vie de sa mère Geneviève, nièce de Charles de Gaulle, fut intimement liée, il a consacré sa vie aux lettres, à la réconciliation franco-allemande, à la fondation et au développement de la chaîne culturelle de télévision ARTE. 

## Carrière
Michel Anthonioz entre au service de l'ORTF le 1er novembre 1969. À la suite de l'éclatement de l'ORTF en sept sociétés indépendantes, il est affecté à  l'Institut national de l'audiovisuel (INA). À partir de 1985, il participe activement à la fondation de La Sept. À compter du 1er novembre 1986, il sera détaché par l'INA auprès de La Sept, en qualité de directeur général adjoint. Par contrat du 1er janvier 1999, Michel Anthonioz est nommé directeur des relations internationales de La Sept/Arte (aujourd'hui Arte France). 

## Création d'Arte
Dans son article publié sous le titre La véritable histoire des origines d'Arte, Jean-Michel Meurice rapporte le rôle important joué par Michel Anthonioz dans la fondation de La Sept et dans sa transformation dans la chaîne Arte d'aujourd'hui. Il fait partie du groupe de travail qui est à l'origine de La Sept, avec Jean-Marie Drot et Pierre Dumayet. Pierre Bourdieu et Georges Duby soutiennent l'initiative de ce groupe. Grâce à cet éminent soutien, Jean-Michel Meurice et Michel Anthonioz convainquent Michel Guy, ancien ministre de la culture, d'apporter son appui et mettre en marche le processus qui va aboutir à la création d'une chaîne culturelle. C'est ainsi qu'est créée la mission d'études placée sous la direction de Georges Duby, qui va jeter les bases de l'éthique originale de cette chaîne. La Sept voit le jour le 23 février 1986. En juillet de la même année, Michel Anthonioz et Jean-Paul Meurisse ont une réunion stratégique avec le conseiller de François Léotard pour sauver La Sept dont l'existence est menacée. Les statuts de La Sept sont revus en septembre sans que son sort ne soit définitivement tranché. Michel Anthonioz entreprend une tournée en Europe pour consolider La Sept par des accords de partenariats avec d'autres télévisions des États membres. C'est ainsi qu'un premier accord de coopération est signé le 23 mars 1987 à Mayence entre Georges Duby et Didier Stolte. À la faveur de cet accord est trouvée la formule statutaire qui va donner naissance à la chaîne franco-allemande. C'est le 30 avril 1991, fruit du mariage de la Sept et d'Arte Deutschland que naîtra le GEIE (Groupement d'intérêt économique européen) d'Arte.

## Licenciement et mission à Zagreb
En 2004, à la suite d'un désaccord avec Jérôme Clément sur la transparence de la gestion de la chaîne et en particulier au sujet de la diffusion d'une soirée consacrée au Front National, Michel Anthonioz est licencié et quitte Arte. Il intente un procès contre la direction de la chaîne. Ce procès sera gagné peu avant sa mort.
Il devient de septembre 2004 à janvier 2007 conseiller de coopération et d'action culturelle auprès de l'Ambassade de France en Croatie. Mal remis du conflit qui l'a opposé à Arte, il devra quitter ce poste pour raison de santé. Il séjourne ensuite régulièrement dans sa propriété de Gréez-sur-Roc (Sarthe) où il est inhumé après son décès en 2009. 

## Distinctions
- Chevalier de la Légion d'honneur
- Officier de l'ordre national du Mérite promu en 2005 par Jacques Chirac pour services rendus à l'audiovisuel.
- Chevalier de l'ordre des Arts et des Lettres (1987)[3]
- Croix de chevalier de l'ordre du Mérite (République fédérale d'Allemagne)

## Vie privée
Marié en premières noces à l'archéologue franco-américaine Sydney Picasso (née Sydney Vandecar Russel, qui épousera plus tard Claude Picasso, devenant la belle-fille de Pablo Picasso), il en a eu un fils, puis deux autres de son second mariage avec France de Nicolaÿ, nièce d'Henry-Louis de La Grange et par alliance de la princesse Pia-Maria d'Orléans-Bragance.

## Œuvres

### Romans
- Fini de parler, Le Seuil, 1970
- Cham, ou L'appel des origines, Flammarion, 1984  (ISBN 2-08-064704-0)
- Aimez-moi, Flammarion, 1994  (ISBN 2-08-066946-X)

### Autres publications
- Combats étudiants dans le monde (essai), Le Seuil, 1968
- Hommage à Tériade, Paris, Centre national d'art contemporain, 1973, frontispice en couleurs de Joan Miró et nombreuses autres illustrations en noir et en couleurs
- L'Album Verve, (essai), Flammarion, 1988,  (ISBN 2-08-012081-6)
- The Ultimate Review of Art and Literature, 1988, Harry N. Abrams, Inc.
- Francisco Borès, Musée National Reine Sophie, Madrid, 2000
- Matisse, papiers découpés, Schirm Kunsthalle, Francfort 2002
- Matisse/Tériade - Le Livre Fleur, Musée Matisse, 2002

### Traduction
- John Russell, Francis Bacon, traduction de Michel et Sydney (d) Anthonioz, éditions du Chêne, 1979  (ISBN 978-2-851082-09-1)